# Kasuga-Schrein

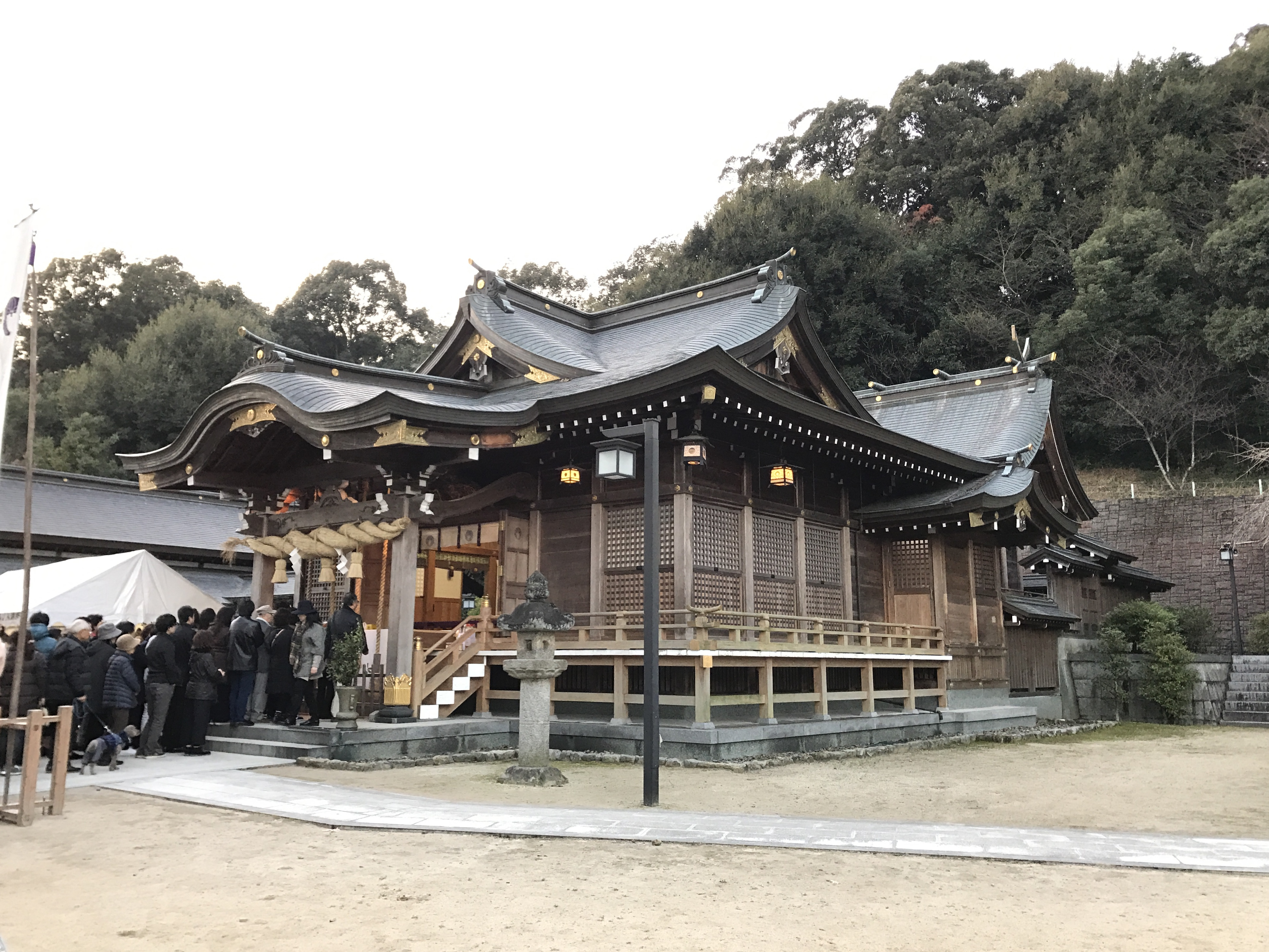
Kasuga-Schrein, Haiden und Honden

Der Kasuga-Schrein (japanisch 春日神社 Kasuga jinja) ist der namensgebende Schrein in Kasuga in der Präfektur Fukuoka von Japan.

## Geschichte
Der Kasuga-Schrein soll im Jahr 768 von Fujiwara no Tamaro (藤原 田麿; 722–783), Verwalter von Dazaifu, errichtet worden sein, und zwar als Ableger des Kasuga-Taisha. In der Sengoku-Zeit ging der Schrein im Jahr durch 1586 Brand verloren, wurde aber 1627 von dem Hausältesten des Fukuoka-han Kuroda Kazunari (黒田 一成; 1571–1656) wieder errichtet. Der Schrein überstand spätere Bürgerkriege und steht seit 1669, beginnend mit dem dritten Hausältesten Kuroda Kazutsura (黒田 一貫; 1643–1698) unter besonderem Schutz der Kuroda.
Der Schrein ist bekannt für sein „Kasuga no muko-oshi“ (春日の婿押し), das jährlich am 14. Januar stattfindet. Es werden frische verheiratete aus dem letzten Jahr gefeiert. Das Fest wurde 1995 als „Wichtiges immaterielles Volkskulturgut“ (重要無形民俗文化財, Jūyō mukei minzoku bunkazai) registriert.